# Nickolas Due Feit
Nickolas Due Feit (født 10. februar 1999) er en dansk tegnefilmsdubber, som har lagt stemme til adskillige animationsfilm - og tv-serier, såsom Nicky Harper i en lang række Nicky, Ricky, Dicky og Dawn tv-serie (2014-2018), Jessie (2011), Gumballs Fantastiske Verden, Toon Marty (2017) og som LaTroy i The Next Step (2013). 